# Pillangó utca (métro de Budapest)
Pillangó utca est une station du métro de Budapest. Elle est sur la  .